# هابي هال
هابي هال (بالإنجليزية: Happy Hall)‏ هو لاعب كرة قدم باهاماسي، ولد في 15 أكتوبر 1987 في ناساو في باهاماس. شارك مع منتخب الباهاما لكرة القدم. أما مع النوادي، فقد لعب مع Dayton Dutch Lions ‏.

## وصلات خارجية
- هابي هال على موقع الاتحاد الدولي (مؤرشف)  (الإنجليزية)
- هابي هال على موقع قاعدة بيانات كرة القدم.إي يو (الإنجليزية)
- هابي هال على موقع ناشيونال فوتبول تيمز (الإنجليزية)
- هابي هال على موقع عالم كرة القدم.نت (الإنجليزية)